# Catherine de Parthenay
Catherine de Parthenay, född den 22 mars 1554, död den 26 oktober 1631, var en fransk matematiker, berömd som en av sin samtids mest bildade kvinnor.
Hon var gift med vikomt René II som var överhuvud för huset Rohan. 